# Fußball-Club Remscheid
Il Fußball-Club Remscheid è una società sportiva di Remscheid nel Nordreno-Vestfalia. Oltre al calcio la società possiede una sezione di ginnastica.

## Storia

### VfB Marathon Remscheid
Nel 1906 nasce l'FC 1906 Remscheid, sciolto nel 1914. Nel 1917 il club viene ricostituito e cambia denominazione in VfB 06 Remscheid. Nel 1944 si fonde con il VfL Marathon 1928 Remscheid, società nata nel 1928 come SV Edelstahlwerke Remscheid da dopolavoro dei dipendenti della Deutsche Edelstahlwerke AG, dando vita al VfB Marathon 06 Remscheid. Nel 1945 cambia denominazione in VfB Marathon Remscheid.
Nel 1968, il VfB Marathon Remscheid divenne la prima squadra di Remscheid a vincere la Deutsche Amateurmeisterschaft, il campionato amatoriale tedesco, che fu anche il più grande successo nella storia del club. Nel 1971, il VfB Marathon Remscheid si è fuso con il BV 08 Remscheid. Da allora il club è conosciuto come VfB Remscheid 06/08. Nella stagione 1978-1979, il VfB ha partecipato al primo turno della Coppa di Germania, dove ha perso contro la squadra di 2. Bundesliga Wormatia Worms.

### BVL 08 Remscheid
Il 25 ottobre 1908, il BV 08 Lüttringhausen fu fondato nel comune di Lüttringhausen, allora ancora indipendente. Il 7 settembre 1919 il club contava già più di 200 membri e sette squadre. Nella stagione 1930/31, grazie a una brillante serie di vittorie consecutive, il club fu promosso nella Sonderliga, la divisione più alta della Federazione calcistica della Germania occidentale dell'epoca. Durante la Seconda Guerra Mondiale, il club fu retrocesso nella Kreisklasse a causa della carenza di personale.
Nella 1979-1980, la squadra di Lüttringhausen raggiunse il terzo turno della Coppa di Germania dopo aver sconfitto l' Erkenschwick e il Westfalia Herne nei primi due turni. Nella stagione 1981-1982, il BV 08 Lüttringhausen è stato promosso nella 2. Bundesliga. La squadra fu retrocessa dopo due campionati. Nelle stagioni 1983-1984 e 1984-1985, la squadra è stata eliminata al primo turno della Coppa di Germania contro il TuS Schloß Neuhaus e il Bayern Monaco.
Il 9 agosto 1985 il BV 08 Lüttringhausen cambia denominazione in BVL 08 Remscheid. Nel 1986 vinse il campionato amatoriale tedesco contro il VfR Bürstadt e giocò un buon ruolo nella Coppa di Germania, vincendo nettamente per 3-0 contro il Kaiserslautern, e perdendo poi per un soffio nella partita di ripetizione contro l'Hannover 96. In questa partita Hermann Wulfmeier segna il primo gol del mese, premio assegnato dal canale televisivo Erstes Deutsches Fernsehen, per il club di Remscheid. Nella stagione 1987-1988, il BVL 08 Remscheid disputò un altro campionato di 2. Bundesliga.

### La fusione
Tuttavia, quando nel 1988 il BVL 08 Remscheid e il VfB Remscheid 06/08 giocarono entrambi in Oberliga, i responsabili decisero di fondere i due club. Il 1º luglio 1990 il BVL 08 Remscheid e la sezione calcistica del VfB Remscheid si fusero dando vita all'FC Remscheid.

### FC Remscheid
Dal 1991 al 1993, il club disputò altri due campionati di 2. Bundesliga e retrocesse in Oberliga, ottenendo un ottavo posto. Con l'introduzione della Regionalliga, l'Oberliga divenne un campionato di quarta divisione. Nella stagione 1995/96, tuttavia, il Remscheid fu promosso in Regionalliga. Disputò tre campionati di Regionalliga restando sempre in bassa classifica. Dopo due anni di Oberliga retrocesse nuovamente in Verbandsliga e nel 2003 in Landesliga, che divenne una campionato di settima divisione nel 2008, dopo l'introduzione della 3. Liga. Nel 2009 il Remscheid vinse il campionato e fu promosso in Niederrheinliga, la prima promozione dopo 13 anni.
Il Remscheid retrocesse dopo solo un anno in Landesliga. Nelle stagioni 2011-2012 e 2012-2013, la squadra di Remscheid è riuscita a battere nella coppa regionale Niederrheinpokal diverse volte squadre di categorie superiori. Nell'agosto 2012, il Remscheid ha battuto per 1-0 il Wuppertal, squadra di Regionalliga. Dopo un'ulteriore retrocessionein Bezirksliga, riuscì a vincere il campionato e tornare in Landesliga.

## Stadio

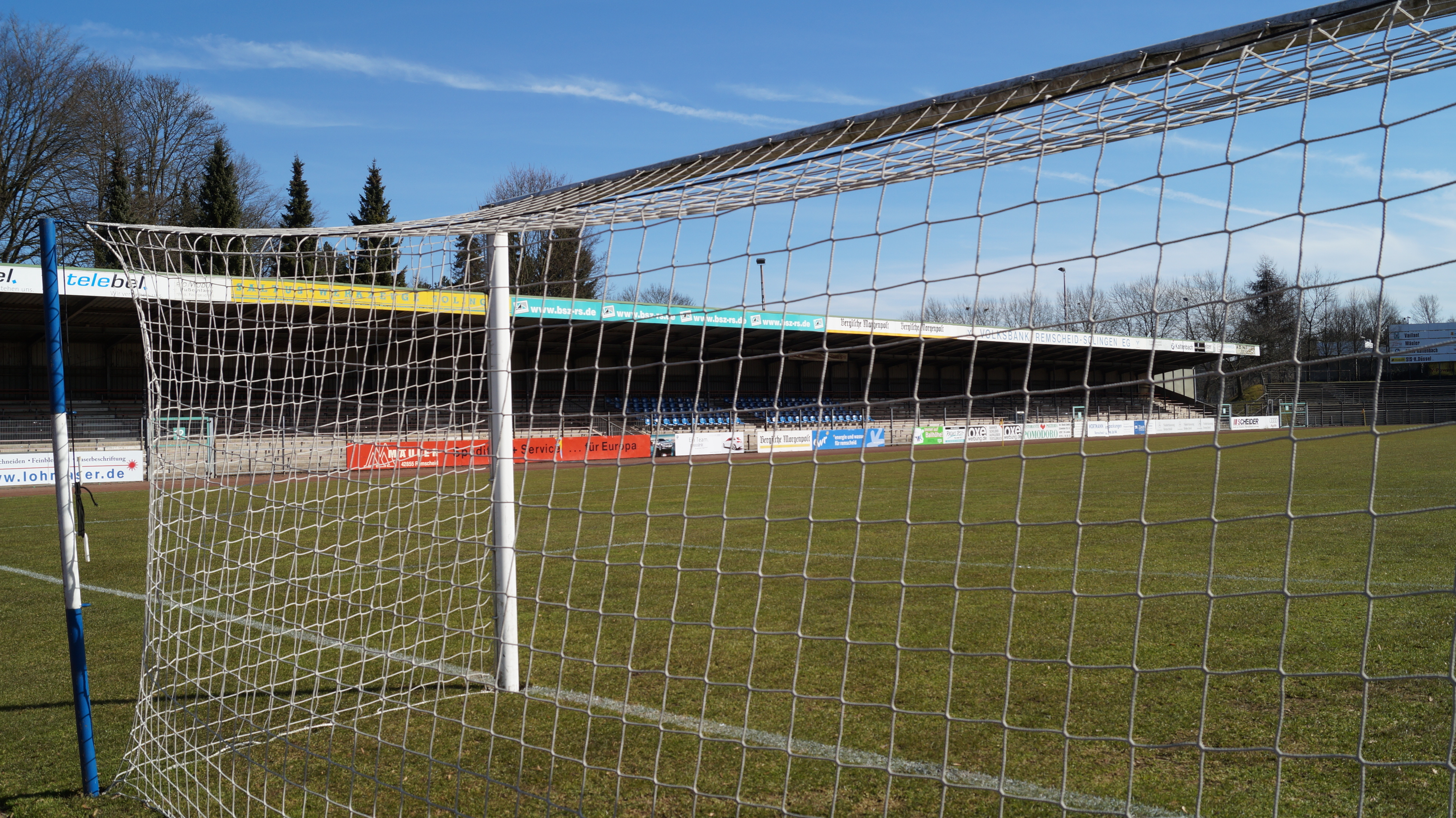
Röntgen-Stadion

Il Remscheid gioca le proprie partite al Röntgen-Stadion che ha una capienza di 12.463 posti. L'impianto venne inaugurato nel 1925. Nel 1982 venne intitolato a Wilhelm Conrad Röntgen che nacque nel quartiere di Lennep. Lo stadio dispone di 2.168 posti a sedere e 10.295 posti in piedi. Nonostante il Remscheid abbia partecipato ad alcuni campionati di 2ª Bundesliga, lo stadio non è dotato di un impianto d'illuminazione.
Poco dopo l'incidente aereo avvenuto a Remscheid l'8 dicembre 1988, fu disputata una partita di beneficenza tra Remscheid e Bayern Monaco. Circa 11.000 spettatori assistettero alla partita che si concluse con un punteggio di 3-0 per la squadra di Remscheid.
Il 15 luglio 2003 si è svolto un'amichevole tra Wuppertal e Schalke 04 davanti a 7.000 spettatori. Questa partita è una di quelle con il maggior numero di presenze al Röntgen-Stadion senza la partecipazione del Remscheid.

## Calciatori
Alcuni ex calciatori:
- Alban Bushi (1994-1995)
- Andreas Fischer (1986-1989)
- Yahiro Kazama (1985-1986)
- Uwe Neuhaus (1988-1989)
- Carsten Pröpper (1989-1991)

## Statistiche e record
Dal 1977 in poi:
| Livello | Categoria          | Partecipazioni | Debutto   | Ultima stagione | Totale |
| ------- | ------------------ | -------------- | --------- | --------------- | ------ |
| 1º      | -                  | 0              |           |                 | 0      |
| 2º      | 2. Bundesliga      | 5              | 1982-1983 | 1992-1993       | 5      |
| 3º      | Oberliga Nordrhein | 16             | 1978-1979 | 1993-1994       | 19     |
| 3º      | Regionalliga       | 3              | 1996-1997 | 1998-1999       | 19     |
| 4º      | Verbandsliga       | 3              | 1978-1979 | 1985-1986       | 7      |
| 4º      | Oberliga           | 4              | 1994-1995 | 2000-2001       | 7      |